# نووستروی
نووستروی (به لاتین: Novostroy) یک منطقهٔ مسکونی در روسیه است که در استان آستراخان واقع شده‌است.